# Alfabet baskijski
Alfabet baskijski – zmodyfikowany alfabet łaciński służący do zapisywania języka baskijskiego. Alfabet ten składa się z 22 znaków:
A, B, D, E, F, G, H, I, J, K, L, M, N, Ñ, O, P, R, S, T, U, X, Z.
W alfabecie nie występują litery takie jak: c, q, v, w, y, obecne w podstawowym alfabecie łacińskim ISO.